# شبص مرقط
الشبص المرقط أو القاروص/القاروس المرقط (الاسم العلمي: Dicentrarchus punctatus)، أسماء أخرى متداولة له؛ لبراك مرقط، كرفوش مرقط، درعي مرقط، هو نوع سمك من أنواع اسماك القاروس التي يعتبر موطنها الاصلي المياه البحرية والمياه المسوسة في السواحل الشرقية للمحيط الأطلسي، من بحر المانش إلى جزر الكناري والسنغال، وكذلك عبر البحر الأبيض المتوسط.

## الموائل
تعيش اسماك الشبص المرقط عمومًا في المياه المسوسة، في الاعماق التي يبلغ عمقها أقل من حوالي 30 مترًا تقريبًا. تعيش بشكل عام في مياه شبه استوائية، ويتراوح مدى تواجدها من ساحل بروتاني شمالا وصولا إلى ساحل إفريقيا، وجزر الكناري في الجنوب، ويشمل مدى تواجدها أيضًا كل الساحل الشرقي تقريبًا للبحر الأبيض المتوسط، وغربًا وصولا حتى الأزور.

## الوصف
يمكن أن يصل حجم اسماك الشبص المرقط إلى طول يبلغ حوالي 70 سم، مع ذلك؛ يبلغ الطول المعتاد لهذا النوع من الاسماك حوالي 30 سم.  لون هذه الاسماك هو فضي - رمادي وتكون مرقطة ببقع سوداء، لون ظهرها هو أزرق طالما هي على قيد الحياة. هذه البقع السوداء موجودة فقط على الاسماك البالغة، يتواجد كذلك بقعة سوداء، كبيرة الحجم إلى حد ما، على الغطاء الخيشومي لدى هذه الاسماك.

## علم الاحياء
يعتبر سمك الشبص المرقط اسماك آكلة لحوم بشكل حصري تقريبًا. نظامه الغذائي يتكون إلى حد كبير من الروبيان والرخويات. بالإضافة إلى ذلك؛ وفي بعض الأحيان، يمكن ان يأكل سمك الشبص هذا الاسماك من الانواع الأخرى التي تكون أصغر منه حجما.   تتكاثر اسماك الشبص المرقط في أوقات مختلفة، ويكون ذلك بناءً على جغرافية المكان الذي تتواجد به؛ مثلا، في البحر الأبيض المتوسط، تنجب هذه الاسماك صغارها عادة في الفترة التي تكون ما بين شهر يناير حتى شهر مارس، بينما في بحر المانش وغيره من المناطق الشمالية تمتد هذه الفترة من شهر مارس حتى شهر مايو.